# Półwysep Jugorski
Półwysep Jugorski (ros: Югорский полуостров) – półwysep wysunięty w Ocean Arktyczny w Nienieckim Okręgu Autonomicznym w Rosji, pomiędzy Zatoką Bajdaracką na Morzu Karskim oraz Zatoką Chajpudyrską na Morzu Barentsa.

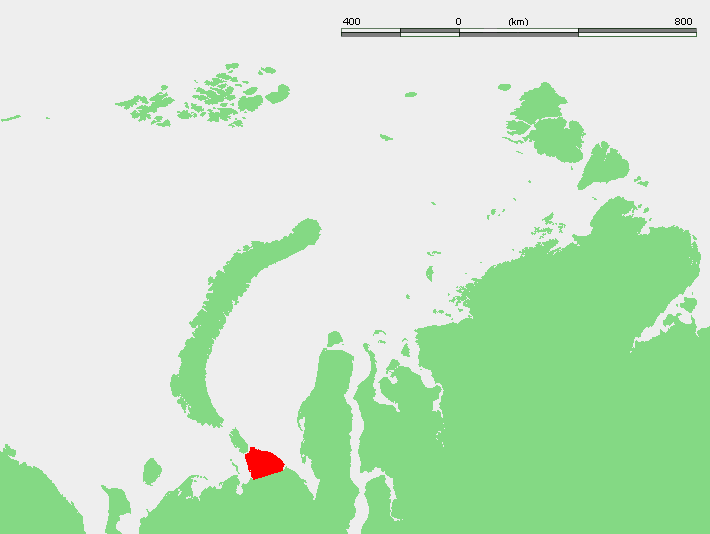
Położenie Półwysepu Jugorskiego

Cieśnina Jugorski Szar na północnym zachodzie tego półwyspu oddziela go od wyspy Wajgacz.
Na południowym wschodzie półwyspu, u ujścia rzeki Kary do Zatoki Bajdarckiej, znajduje się krater meteorytowy Kara.